# Epakris
Epakris (Epacris) je rod rostlin z čeledi vřesovcovité. Zahrnuje asi 52 druhů a je rozšířen v Austrálii a na Novém Zélandu. Rod je rozšířen ve východní a jihovýchodní Austrálii, jihovýchodním Queenslandu, na jih až k ostrovu Tasmánie a na západ až po jihovýchod Jižní Austrálie), ostrovy Nová Kaledonie a Nový Zéland . Zástupci rodu jsou známé také jako „australské vřesy“.
Rod byl v minulosti společně s dalšími rody řazen do čeledi Epacridaceae.
Druh Epacris impressa dorůstá od 1 do 3 m výšky. Je z rodu epakris a v Austrálii se pro něj používá běžně název Pink Heath nebo Common Heath. Má velmi světlé barvy květů a je opylován prostřednictvím ptáků a hmyzu. Druh byl objeven v Tasmánii v roce 1793 francouzským botanikem Jacquesem Labillardièrem během plavby s Bruny D'Entrecasteauxem při neúspěšném pátrání po pohřešovaném průzkumníkovi, La Perouse. Po smrti Bruny D'Entrecasteaux v červenci 1793 byl státu Victoria jako prvnímu australskému státu poskytnut, coby oficiální uznání, znak s vyobrazením Epacris impressa.

## Zajímavost
Epacris impressa je květina státu Victoria.

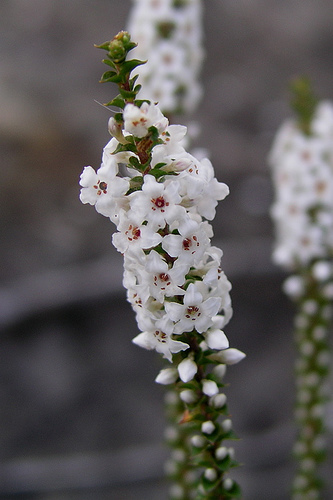
Epacris microphylla
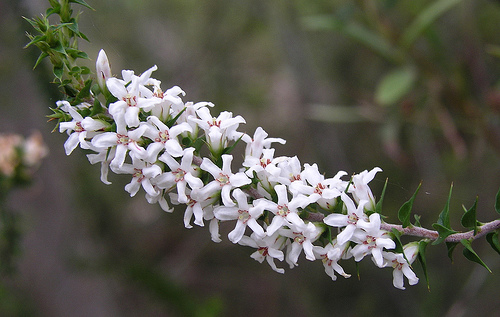
Epacris pulchella
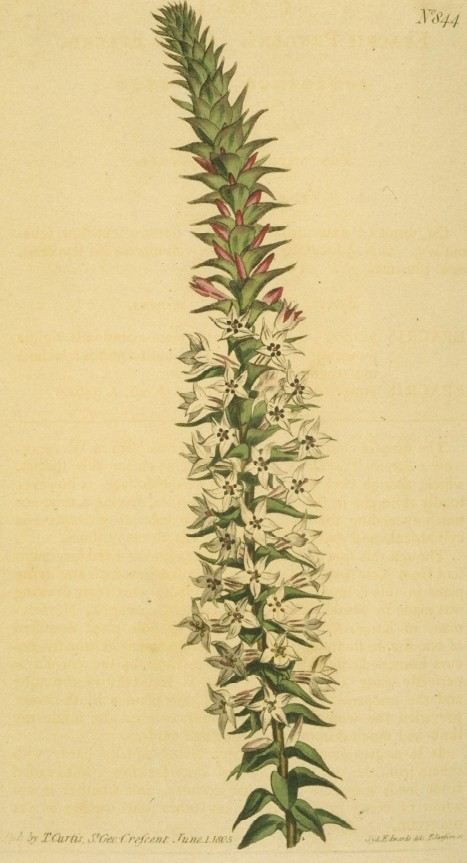
Epacris purpurascens